# 林斗成
林 斗成（イム・ドゥソン、朝鮮語: 임두성、1949年7月17日 - ）は、大韓民国のハンセン病患者の人権活動家、政治家。第18代韓国国会議員。
本貫は善山林氏。

## 経歴
全羅南道海南郡花山面出身、5人兄弟の長男。花山初等学校、菉山中学校を経て、延世大学校行政大学院最高位課程修了。ハンビッ福祉協会長、インターネットニュース・ネイションコリア会長、育英財団顧問、国際IDEA協会理事、ハンセン福祉協会理事、ハンナラ党所属の第18代比例代表国会議員、第18代国会保健福祉家族委員会委員・低出産高齢化対策特別委員会委員・貧困なき国づくり特別委員会委員、セムルギョル希望連帯本部共同代表、ハンセン福祉協会理事、ハンセン事業中央協議会委員、障害者映画祭顧問委員などを務めた。

## 不祥事
国会議員当選時は12件の前科持ちであり、しかも一部は総選挙出馬の時に申告しなかった。特に1991年に暴力行為により執行猶予1年の懲役刑、1992年10月に恐喝容疑により懲役1年6ヶ月、執行猶予3年の刑を受けたが、本人はすべてハンセン人のための犠牲だったと弁解した。
2007年の育英財団内紛のとき、朴志晩側に立って、ハンセン人らが構成する暴力団らしいグループの幹部として朴槿令を脅かした。
国会議員任期中にアパートの分譲価格の承認を幇助した対価として、建設施工会社からアパート開発組合長を通じて24億ウォンに上る金品を受け取ったなどの斡旋収賄および政治資金法違反の疑いで起訴され、2010年9月9日に懲役3年、罰金1000万ウォン、追徴金27億ウォンの当選無効刑が確定されたため、議員を失職した。

## エピソード
若いごろにハンセン病を患い、1968年から2年ほどで小鹿島で過ごした。1970年に帰郷後にたくさんの偏見と差別を経験したため、ソウルに上京し、さらに江原道に移住した。そこで畜産組合長を務め、ハンセン人の自治会を率いた。